# Arterioveneuze malformatie
Een arterioveneuze malformatie (misvorming van arteriën en venen), vaak afgekort tot AVM, is een bloedvatafwijking waarbij slagaders direct overgaan in aders (venen), zonder tussenliggend bed van haarvaten. Deze kunnen in alle organen en lichaamsdelen optreden.
- Als de vaten groot zijn is er soms een significante nutteloze shunt van bloed van het arteriële naar het veneuze systeem, waardoor het hart overbelast kan worden.
- Als de afwijking groot is kan hij cosmetische bezwaren oproepen,
- Als de stroming van bloed erin turbulent is kunnen er soms stollingsafwijkingen door optreden, en grote anomalieën kunnen bij verwonding enorm bloeden.
- Bij malformaties in de longen of in de darm kunnen soms spontaan bloedingen optreden, leidend tot bloedarmoede of in extreme gevallen tot shock.
- Bij malformaties in de hersenen kan een subarachnoïdale bloeding optreden, een soort hersenbloeding.

Ook bij operatie is het bloedingsrisico soms een probleem. Er is dus geen eenduidige beste aanpak, de behandeling (indien nodig) zal per geval moeten worden bekeken.
AVM's komen bij een groot aantal soms erfelijke syndromen voor, zoals het syndroom van Klippel-Trenaunay, de ziekte van Rendu-Osler-Weber, de ziekte van Von Hippel-Lindau en andere.